# نحله (لبنان)
نحله (به عربی: نحلة) یک منطقهٔ مسکونی در لبنان است که در بعلبک واقع شده‌است.